# Svetovno prvenstvo v hokeju na ledu 1982
Svetovno prvenstvo v hokeju na ledu 1982 je bilo oseminštirideseto Svetovno prvenstvo v hokeju na ledu. Potekalo je med 18. marcem in 29. aprilom 1982 v Helsinkih in Tampereju, Finska (skupina A), Celovcu, Avstrija (skupina B) in Jaci, Španija (skupina C). Zlato medaljo je osvojila sovjetska reprezentanca, srebrno češkoslovaška, bronasto pa kanadska, v konkurenci štiriindvajsetih reprezentanc, dvajsetič tudi jugoslovanske, ki je osvojila osemnajsto mesto in se uvrstila v skupino B. To je bil za sovjetsko reprezentanco četrti zaporedni in skupno osemnajsti naslov svetovnega prvaka.

## Dobitniki medalj
| Zlato | Srebro | Bron |
| Sovjetska zvezaVladislav Tretjak Vladimir Miškin Vjačeslav Fetisov Vladimir Zubkov Sergej Babinov Vasilij Pervuhin Valerij Vasiljev Aleksej Kasatonov Zinetula Biljaletdinov Irek Gimajev Sergej Kapustin Vladimir Krutov Igor Larionov Nikolaj Drozdecki Andrej Homutov Aleksander Koževnikov Sergej Šepelev Viktor Žluktov Viktor Šalimov Sergej Makarov Vladimir Golikov Viktor Tjumenev | ČeškoslovaškaJiří Králík Karel Lang Miloslav Hořava Milan Chalupa Eduard Uvíra Arnold Kadlec Miroslav Dvořák Antonín Plánovský Radoslav Svoboda Milan Nový Igor Liba Pavel Richter František Černík Peter Ihnačák Dárius Rusnák Jiří Lála Dušan Pašek Jindřich Kokrment Jaroslav Pouzar Jiří Hrdina Jaroslav Korbela Vincent Lukáč | KanadaGilles Meloche Greg Millen Curt Giles Brad Maxwell Craig Hartsburg Rick Green John Van Boxmeer Paul Reinhart Kevin Lowe Bill Barber Ryan Walter Mike Gartner Mark Napier Bobby Smith Bobby Clarke Dino Ciccarelli Dale Hawerchuk Rick Vaive Bob Gainey Brian Propp Darryl Sittler Wayne Gretzky |

## Tekme

### SP Skupine A

#### Predtekmovanje
Prve štiri reprezentance so se uvrstile v boj za 1. do 4. mesto, zadnja je izpadla v skupino B.
| 15. april 1982 | Češkoslovaška | 2:4 | Zahodna Nemčija | Helsinki, Finska |

| Poročilo tekme      | Poročilo tekme | Poročilo tekme | Poročilo tekme | Poročilo tekme |
| ------------------- | -------------- | -------------- | -------------- | -------------- |
| Začetek: ni podatka |                |                |                |                |

| 15. april 1982 | Finska | 2:9 | Kanada | Helsinki, Finska |

| Poročilo tekme      | Poročilo tekme | Poročilo tekme | Poročilo tekme | Poročilo tekme |
| ------------------- | -------------- | -------------- | -------------- | -------------- |
| Začetek: ni podatka |                |                |                |                |

| 15. april 1982 | Sovjetska zveza | 9:2 | Italija | Tampere, Finska |

| Poročilo tekme      | Poročilo tekme | Poročilo tekme | Poročilo tekme | Poročilo tekme |
| ------------------- | -------------- | -------------- | -------------- | -------------- |
| Začetek: ni podatka |                |                |                |                |

| 15. april 1982 | Švedska | 4:2 | ZDA | Tampere, Finska |

| Poročilo tekme      | Poročilo tekme | Poročilo tekme | Poročilo tekme | Poročilo tekme |
| ------------------- | -------------- | -------------- | -------------- | -------------- |
| Začetek: ni podatka |                |                |                |                |

| 16. april 1982 | ZDA | 5:7 | Italija | Tampere, Finska |

| Poročilo tekme      | Poročilo tekme | Poročilo tekme | Poročilo tekme | Poročilo tekme |
| ------------------- | -------------- | -------------- | -------------- | -------------- |
| Začetek: ni podatka |                |                |                |                |

| 16. april 1982 | Češkoslovaška | 6:2 | Kanada | Helsinki, Finska |

| Poročilo tekme      | Poročilo tekme | Poročilo tekme | Poročilo tekme | Poročilo tekme |
| ------------------- | -------------- | -------------- | -------------- | -------------- |
| Začetek: ni podatka |                |                |                |                |

| 16. april 1982 | Sovjetska zveza | 7:3 | Švedska | Tampere, Finska |

| Poročilo tekme      | Poročilo tekme | Poročilo tekme | Poročilo tekme | Poročilo tekme |
| ------------------- | -------------- | -------------- | -------------- | -------------- |
| Začetek: ni podatka |                |                |                |                |

| 16. april 1982 | Finska | 4:3 | Zahodna Nemčija | Helsinki, Finska |

| Poročilo tekme      | Poročilo tekme | Poročilo tekme | Poročilo tekme | Poročilo tekme |
| ------------------- | -------------- | -------------- | -------------- | -------------- |
| Začetek: ni podatka |                |                |                |                |

| 18. april 1982 | Zahodna Nemčija | 5:2 | Italija | Helsinki, Finska |

| Poročilo tekme      | Poročilo tekme | Poročilo tekme | Poročilo tekme | Poročilo tekme |
| ------------------- | -------------- | -------------- | -------------- | -------------- |
| Začetek: ni podatka |                |                |                |                |

| 18. april 1982 | Sovjetska zveza | 5:3 | Češkoslovaška | Tampere, Finska |

| Poročilo tekme      | Poročilo tekme | Poročilo tekme | Poročilo tekme | Poročilo tekme |
| ------------------- | -------------- | -------------- | -------------- | -------------- |
| Začetek: ni podatka |                |                |                |                |

| 18. april 1982 | Švedska | 3:3 | Kanada | Helsinki, Finska |

| Poročilo tekme      | Poročilo tekme | Poročilo tekme | Poročilo tekme | Poročilo tekme |
| ------------------- | -------------- | -------------- | -------------- | -------------- |
| Začetek: ni podatka |                |                |                |                |

| 18. april 1982 | Finska | 4:2 | ZDA | Tampere, Finska |

| Poročilo tekme      | Poročilo tekme | Poročilo tekme | Poročilo tekme | Poročilo tekme |
| ------------------- | -------------- | -------------- | -------------- | -------------- |
| Začetek: ni podatka |                |                |                |                |

| 19. april 1982 | Švedska | 5:3 | Italija | Helsinki, Finska |

| Poročilo tekme      | Poročilo tekme | Poročilo tekme | Poročilo tekme | Poročilo tekme |
| ------------------- | -------------- | -------------- | -------------- | -------------- |
| Začetek: ni podatka |                |                |                |                |

| 19. april 1982 | Češkoslovaška | 6:0 | ZDA | Tampere, Finska |

| Poročilo tekme      | Poročilo tekme | Poročilo tekme | Poročilo tekme | Poročilo tekme |
| ------------------- | -------------- | -------------- | -------------- | -------------- |
| Začetek: ni podatka |                |                |                |                |

| 19. april 1982 | Kanada | 7:1 | Zahodna Nemčija | Helsinki, Finska |

| Poročilo tekme      | Poročilo tekme | Poročilo tekme | Poročilo tekme | Poročilo tekme |
| ------------------- | -------------- | -------------- | -------------- | -------------- |
| Začetek: ni podatka |                |                |                |                |

| 19. april 1982 | Finska | 1:8 | Sovjetska zveza | Tampere, Finska |

| Poročilo tekme      | Poročilo tekme | Poročilo tekme | Poročilo tekme | Poročilo tekme |
| ------------------- | -------------- | -------------- | -------------- | -------------- |
| Začetek: ni podatka |                |                |                |                |

| 21. april 1982 | Sovjetska zveza | 8:4 | ZDA | Helsinki, Finska |

| Poročilo tekme      | Poročilo tekme | Poročilo tekme | Poročilo tekme | Poročilo tekme |
| ------------------- | -------------- | -------------- | -------------- | -------------- |
| Začetek: ni podatka |                |                |                |                |

| 21. april 1982 | Finska | 3:0 | Češkoslovaška | Tampere, Finska |

| Poročilo tekme      | Poročilo tekme | Poročilo tekme | Poročilo tekme | Poročilo tekme |
| ------------------- | -------------- | -------------- | -------------- | -------------- |
| Začetek: ni podatka |                |                |                |                |

| 21. april 1982 | Kanada | 3:3 | Italija | Tampere, Finska |

| Poročilo tekme      | Poročilo tekme | Poročilo tekme | Poročilo tekme | Poročilo tekme |
| ------------------- | -------------- | -------------- | -------------- | -------------- |
| Začetek: ni podatka |                |                |                |                |

| 21. april 1982 | Švedska | 3:1 | Zahodna Nemčija | Helsinki, Finska |

| Poročilo tekme      | Poročilo tekme | Poročilo tekme | Poročilo tekme | Poročilo tekme |
| ------------------- | -------------- | -------------- | -------------- | -------------- |
| Začetek: ni podatka |                |                |                |                |

| 22. april 1982 | Sovjetska zveza | 7:0 | Zahodna Nemčija | Tampere, Finska |

| Poročilo tekme      | Poročilo tekme | Poročilo tekme | Poročilo tekme | Poročilo tekme |
| ------------------- | -------------- | -------------- | -------------- | -------------- |
| Začetek: ni podatka |                |                |                |                |

| 22. april 1982 | Finska | 7:3 | Italija | Helsinki, Finska |

| Poročilo tekme      | Poročilo tekme | Poročilo tekme | Poročilo tekme | Poročilo tekme |
| ------------------- | -------------- | -------------- | -------------- | -------------- |
| Začetek: ni podatka |                |                |                |                |

| 22. april 1982 | Kanada | 5:3 | ZDA | Tampere, Finska |

| Poročilo tekme      | Poročilo tekme | Poročilo tekme | Poročilo tekme | Poročilo tekme |
| ------------------- | -------------- | -------------- | -------------- | -------------- |
| Začetek: ni podatka |                |                |                |                |

| 22. april 1982 | Češkoslovaška | 3:3 | Švedska | Helsinki, Finska |

| Poročilo tekme      | Poročilo tekme | Poročilo tekme | Poročilo tekme | Poročilo tekme |
| ------------------- | -------------- | -------------- | -------------- | -------------- |
| Začetek: ni podatka |                |                |                |                |

| 24. april 1982 | Češkoslovaška | 10:0 | Italija | Helsinki, Finska |

| Poročilo tekme      | Poročilo tekme | Poročilo tekme | Poročilo tekme | Poročilo tekme |
| ------------------- | -------------- | -------------- | -------------- | -------------- |
| Začetek: ni podatka |                |                |                |                |

| 24. april 1982 | Finska | 3:3 | Švedska | Helsinki, Finska |

| Poročilo tekme      | Poročilo tekme | Poročilo tekme | Poročilo tekme | Poročilo tekme |
| ------------------- | -------------- | -------------- | -------------- | -------------- |
| Začetek: ni podatka |                |                |                |                |

| 24. april 1982 | Zahodna Nemčija | 5:5 | ZDA | Tampere, Finska |

| Poročilo tekme      | Poročilo tekme | Poročilo tekme | Poročilo tekme | Poročilo tekme |
| ------------------- | -------------- | -------------- | -------------- | -------------- |
| Začetek: ni podatka |                |                |                |                |

| 24. april 1982 | Sovjetska zveza | 4:3 | Kanada | Tampere, Finska |

| Poročilo tekme      | Poročilo tekme | Poročilo tekme | Poročilo tekme | Poročilo tekme |
| ------------------- | -------------- | -------------- | -------------- | -------------- |
| Začetek: ni podatka |                |                |                |                |

##### Lestvica
OT-odigrane tekme, z-zmage, n-neodločeni izidi, P-porazi, DG-doseženo goli, PG-prejeti goli, GR-gol razlika, T-točke.
| # | Reprezentanca   | OT | Z | N | P | DG | PG | GR  | T  |
| - | --------------- | -- | - | - | - | -- | -- | --- | -- |
| 1 | Sovjetska zveza | 7  | 7 | 0 | 0 | 48 | 16 | +32 | 19 |
| 2 | Češkoslovaška   | 7  | 4 | 1 | 2 | 33 | 14 | +19 | 12 |
| 3 | Švedska         | 7  | 3 | 3 | 1 | 24 | 22 | +2  | 12 |
| 4 | Kanada          | 7  | 3 | 2 | 2 | 32 | 22 | +10 | 9  |
| 5 | Finska          | 7  | 3 | 3 | 1 | 21 | 31 | -10 | 7  |
| 6 | Zahodna Nemčija | 7  | 2 | 4 | 1 | 19 | 30 | -11 | 5  |
| 7 | Italija         | 7  | 1 | 5 | 1 | 20 | 44 | -22 | 3  |
| 8 | ZDA             | 7  | 0 | 6 | 1 | 21 | 39 | -18 | 1  |

- Ameriška reprezentanca je izpadla v skupino B.

#### Boj za 1. do 4. mesto
| 25. april 1982 | Sovjetska zveza | 6:4 | Kanada | Helsinki, Finska |

| Poročilo tekme      | Poročilo tekme | Poročilo tekme | Poročilo tekme | Poročilo tekme |
| ------------------- | -------------- | -------------- | -------------- | -------------- |
| Začetek: ni podatka |                |                |                |                |

| 25. april 1982 | Češkoslovaška | 3:2 | Švedska | Helsinki, Finska |

| Poročilo tekme      | Poročilo tekme | Poročilo tekme | Poročilo tekme | Poročilo tekme |
| ------------------- | -------------- | -------------- | -------------- | -------------- |
| Začetek: ni podatka |                |                |                |                |

| 27. april 1982 | Češkoslovaška | 2:4 | Kanada | Helsinki, Finska |

| Poročilo tekme      | Poročilo tekme | Poročilo tekme | Poročilo tekme | Poročilo tekme |
| ------------------- | -------------- | -------------- | -------------- | -------------- |
| Začetek: ni podatka |                |                |                |                |

| 27. april 1982 | Sovjetska zveza | 4:0 | Švedska | Helsinki, Finska |

| Poročilo tekme      | Poročilo tekme | Poročilo tekme | Poročilo tekme | Poročilo tekme |
| ------------------- | -------------- | -------------- | -------------- | -------------- |
| Začetek: ni podatka |                |                |                |                |

| 29. april 1982 | Švedska | 0:6 | Kanada | Helsinki, Finska |

| Poročilo tekme      | Poročilo tekme | Poročilo tekme | Poročilo tekme | Poročilo tekme |
| ------------------- | -------------- | -------------- | -------------- | -------------- |
| Začetek: ni podatka |                |                |                |                |

| 29. april 1982 | Sovjetska zveza | 0:0 | Češkoslovaška | Helsinki, Finska |

| Poročilo tekme      | Poročilo tekme | Poročilo tekme | Poročilo tekme | Poročilo tekme |
| ------------------- | -------------- | -------------- | -------------- | -------------- |
| Začetek: ni podatka |                |                |                |                |

##### Lestvica
OT-odigrane tekme, z-zmage, n-neodločeni izidi, P-porazi, DG-doseženo goli, PG-prejeti goli, GR-gol razlika, T-točke.
| # | Reprezentanca   | OT | Z | N | P | DG | PG | GR  | T  |
| - | --------------- | -- | - | - | - | -- | -- | --- | -- |
| 1 | Sovjetska zveza | 10 | 9 | 1 | 0 | 58 | 20 | +38 | 19 |
| 2 | Češkoslovaška   | 10 | 5 | 2 | 3 | 38 | 20 | +18 | 12 |
| 3 | Kanada          | 10 | 5 | 2 | 3 | 46 | 30 | +16 | 12 |
| 4 | Švedska         | 10 | 3 | 3 | 4 | 26 | 35 | -9  | 9  |

### SP Skupine B
| 18. marec 1982 | Vzhodna Nemčija | 10:1 | Norveška | Celovec, Avstrija |

| Poročilo tekme      | Poročilo tekme | Poročilo tekme | Poročilo tekme | Poročilo tekme |
| ------------------- | -------------- | -------------- | -------------- | -------------- |
| Začetek: ni podatka |                |                |                |                |

| 18. marec 1982 | Poljska | 2:3 | Švica | Celovec, Avstrija |

| Poročilo tekme      | Poročilo tekme | Poročilo tekme | Poročilo tekme | Poročilo tekme |
| ------------------- | -------------- | -------------- | -------------- | -------------- |
| Začetek: ni podatka |                |                |                |                |

| 18. marec 1982 | Nizozemska | 2:5 | Romunija | Celovec, Avstrija |

| Poročilo tekme      | Poročilo tekme | Poročilo tekme | Poročilo tekme | Poročilo tekme |
| ------------------- | -------------- | -------------- | -------------- | -------------- |
| Začetek: ni podatka |                |                |                |                |

| 18. marec 1982 | Avstrija | 5:2 | Kitajska | Celovec, Avstrija |

| Poročilo tekme      | Poročilo tekme | Poročilo tekme | Poročilo tekme | Poročilo tekme |
| ------------------- | -------------- | -------------- | -------------- | -------------- |
| Začetek: ni podatka |                |                |                |                |

| 19. marec 1982 | Vzhodna Nemčija | 13:7 | Kitajska | Celovec, Avstrija |

| Poročilo tekme      | Poročilo tekme | Poročilo tekme | Poročilo tekme | Poročilo tekme |
| ------------------- | -------------- | -------------- | -------------- | -------------- |
| Začetek: ni podatka |                |                |                |                |

| 19. marec 1982 | Avstrija | 7:1 | Romunija | Celovec, Avstrija |

| Poročilo tekme      | Poročilo tekme | Poročilo tekme | Poročilo tekme | Poročilo tekme |
| ------------------- | -------------- | -------------- | -------------- | -------------- |
| Začetek: ni podatka |                |                |                |                |

| 20. marec 1982 | Švica | 4:5 | Norveška | Celovec, Avstrija |

| Poročilo tekme      | Poročilo tekme | Poročilo tekme | Poročilo tekme | Poročilo tekme |
| ------------------- | -------------- | -------------- | -------------- | -------------- |
| Začetek: ni podatka |                |                |                |                |

| 20. marec 1982 | Poljska | 3:2 | Nizozemska | Celovec, Avstrija |

| Poročilo tekme      | Poročilo tekme | Poročilo tekme | Poročilo tekme | Poročilo tekme |
| ------------------- | -------------- | -------------- | -------------- | -------------- |
| Začetek: ni podatka |                |                |                |                |

| 21. marec 1982 | Norveška | 2:4 | Kitajska | Celovec, Avstrija |

| Poročilo tekme      | Poročilo tekme | Poročilo tekme | Poročilo tekme | Poročilo tekme |
| ------------------- | -------------- | -------------- | -------------- | -------------- |
| Začetek: ni podatka |                |                |                |                |

| 21. marec 1982 | Vzhodna Nemčija | 4:2 | Švica | Celovec, Avstrija |

| Poročilo tekme      | Poročilo tekme | Poročilo tekme | Poročilo tekme | Poročilo tekme |
| ------------------- | -------------- | -------------- | -------------- | -------------- |
| Začetek: ni podatka |                |                |                |                |

| 21. marec 1982 | Poljska | 5:1 | Romunija | Celovec, Avstrija |

| Poročilo tekme      | Poročilo tekme | Poročilo tekme | Poročilo tekme | Poročilo tekme |
| ------------------- | -------------- | -------------- | -------------- | -------------- |
| Začetek: ni podatka |                |                |                |                |

| 21. marec 1982 | Avstrija | 1:4 | Nizozemska | Celovec, Avstrija |

| Poročilo tekme      | Poročilo tekme | Poročilo tekme | Poročilo tekme | Poročilo tekme |
| ------------------- | -------------- | -------------- | -------------- | -------------- |
| Začetek: ni podatka |                |                |                |                |

| 22. marec 1982 | Romunija | 9:3 | Kitajska | Celovec, Avstrija |

| Poročilo tekme      | Poročilo tekme | Poročilo tekme | Poročilo tekme | Poročilo tekme |
| ------------------- | -------------- | -------------- | -------------- | -------------- |
| Začetek: ni podatka |                |                |                |                |

| 22. marec 1982 | Avstrija | 4:7 | Vzhodna Nemčija | Celovec, Avstrija |

| Poročilo tekme      | Poročilo tekme | Poročilo tekme | Poročilo tekme | Poročilo tekme |
| ------------------- | -------------- | -------------- | -------------- | -------------- |
| Začetek: ni podatka |                |                |                |                |

| 23. marec 1982 | Nizozemska | 6:1 | Švica | Celovec, Avstrija |

| Poročilo tekme      | Poročilo tekme | Poročilo tekme | Poročilo tekme | Poročilo tekme |
| ------------------- | -------------- | -------------- | -------------- | -------------- |
| Začetek: ni podatka |                |                |                |                |

| 23. marec 1982 | Poljska | 12:3 | Norveška | Celovec, Avstrija |

| Poročilo tekme      | Poročilo tekme | Poročilo tekme | Poročilo tekme | Poročilo tekme |
| ------------------- | -------------- | -------------- | -------------- | -------------- |
| Začetek: ni podatka |                |                |                |                |

| 24. marec 1982 | Švica | 4:4 | Kitajska | Celovec, Avstrija |

| Poročilo tekme      | Poročilo tekme | Poročilo tekme | Poročilo tekme | Poročilo tekme |
| ------------------- | -------------- | -------------- | -------------- | -------------- |
| Začetek: ni podatka |                |                |                |                |

| 24. marec 1982 | Vzhodna Nemčija | 3:1 | Nizozemska | Celovec, Avstrija |

| Poročilo tekme      | Poročilo tekme | Poročilo tekme | Poročilo tekme | Poročilo tekme |
| ------------------- | -------------- | -------------- | -------------- | -------------- |
| Začetek: ni podatka |                |                |                |                |

| 24. marec 1982 | Romunija | 2:3 | Norveška | Celovec, Avstrija |

| Poročilo tekme      | Poročilo tekme | Poročilo tekme | Poročilo tekme | Poročilo tekme |
| ------------------- | -------------- | -------------- | -------------- | -------------- |
| Začetek: ni podatka |                |                |                |                |

| 24. marec 1982 | Avstrija | 6:5 | Poljska | Celovec, Avstrija |

| Poročilo tekme      | Poročilo tekme | Poročilo tekme | Poročilo tekme | Poročilo tekme |
| ------------------- | -------------- | -------------- | -------------- | -------------- |
| Začetek: ni podatka |                |                |                |                |

| 26. marec 1982 | Vzhodna Nemčija | 7:6 | Romunija | Celovec, Avstrija |

| Poročilo tekme      | Poročilo tekme | Poročilo tekme | Poročilo tekme | Poročilo tekme |
| ------------------- | -------------- | -------------- | -------------- | -------------- |
| Začetek: ni podatka |                |                |                |                |

| 26. marec 1982 | Poljska | 11:4 | Kitajska | Celovec, Avstrija |

| Poročilo tekme      | Poročilo tekme | Poročilo tekme | Poročilo tekme | Poročilo tekme |
| ------------------- | -------------- | -------------- | -------------- | -------------- |
| Začetek: ni podatka |                |                |                |                |

| 26. marec 1982 | Nizozemska | 4:6 | Norveška | Celovec, Avstrija |

| Poročilo tekme      | Poročilo tekme | Poročilo tekme | Poročilo tekme | Poročilo tekme |
| ------------------- | -------------- | -------------- | -------------- | -------------- |
| Začetek: ni podatka |                |                |                |                |

| 26. marec 1982 | Avstrija | 3:3 | Švica | Celovec, Avstrija |

| Poročilo tekme      | Poročilo tekme | Poročilo tekme | Poročilo tekme | Poročilo tekme |
| ------------------- | -------------- | -------------- | -------------- | -------------- |
| Začetek: ni podatka |                |                |                |                |

| 27. marec 1982 | Nizozemska | 3:8 | Kitajska | Celovec, Avstrija |

| Poročilo tekme      | Poročilo tekme | Poročilo tekme | Poročilo tekme | Poročilo tekme |
| ------------------- | -------------- | -------------- | -------------- | -------------- |
| Začetek: ni podatka |                |                |                |                |

| 27. marec 1982 | Švica | 3:3 | Romunija | Celovec, Avstrija |

| Poročilo tekme      | Poročilo tekme | Poročilo tekme | Poročilo tekme | Poročilo tekme |
| ------------------- | -------------- | -------------- | -------------- | -------------- |
| Začetek: ni podatka |                |                |                |                |

| 27. marec 1982 | Vzhodna Nemčija | 4:4 | Poljska | Celovec, Avstrija |

| Poročilo tekme      | Poročilo tekme | Poročilo tekme | Poročilo tekme | Poročilo tekme |
| ------------------- | -------------- | -------------- | -------------- | -------------- |
| Začetek: ni podatka |                |                |                |                |

| 27. marec 1982 | Avstrija | 7:4 | Norveška | Celovec, Avstrija |

| Poročilo tekme      | Poročilo tekme | Poročilo tekme | Poročilo tekme | Poročilo tekme |
| ------------------- | -------------- | -------------- | -------------- | -------------- |
| Začetek: ni podatka |                |                |                |                |

#### Lestvica
OT-odigrane tekme, z-zmage, n-neodločeni izidi, P-porazi, DG-doseženo goli, PG-prejeti goli, GR-gol razlika, T-točke.
| #  | Reprezentanca   | OT | Z | N | P | DG | PG | GR  | T  |
| -- | --------------- | -- | - | - | - | -- | -- | --- | -- |
| 9  | Vzhodna Nemčija | 7  | 6 | 0 | 1 | 48 | 25 | +23 | 13 |
| 10 | Avstrija        | 7  | 4 | 2 | 1 | 33 | 26 | +7  | 9  |
| 11 | Poljska         | 7  | 4 | 2 | 1 | 42 | 23 | +19 | 9  |
| 12 | Norveška        | 7  | 3 | 4 | 0 | 24 | 43 | -19 | 6  |
| 13 | Romunija        | 7  | 2 | 4 | 1 | 27 | 30 | -3  | 5  |
| 14 | Švica           | 7  | 1 | 3 | 3 | 20 | 27 | -7  | 5  |
| 15 | Kitajska        | 7  | 2 | 4 | 1 | 32 | 47 | -15 | 5  |
| 16 | Nizozemska      | 7  | 2 | 5 | 0 | 22 | 27 | -5  | 4  |

- Vzhodnonemška reprezentanca se je uvrstila v skupino A.
- Kitajska in nizozemska reprezentanca sta izpadli v skupino C.

### SP Skupine C
| 19. marec 1982 | Japonska | 7:5 | Jugoslavija | Jaca, Španija |

| Poročilo tekme      | Poročilo tekme | Poročilo tekme | Poročilo tekme | Poročilo tekme |
| ------------------- | -------------- | -------------- | -------------- | -------------- |
| Začetek: ni podatka |                |                |                |                |

| 19. marec 1982 | Francija | 4:2 | Bolgarija | Jaca, Španija |

| Poročilo tekme      | Poročilo tekme | Poročilo tekme | Poročilo tekme | Poročilo tekme |
| ------------------- | -------------- | -------------- | -------------- | -------------- |
| Začetek: ni podatka |                |                |                |                |

| 19. marec 1982 | Madžarska | 1:2 | Danska | Jaca, Španija |

| Poročilo tekme      | Poročilo tekme | Poročilo tekme | Poročilo tekme | Poročilo tekme |
| ------------------- | -------------- | -------------- | -------------- | -------------- |
| Začetek: ni podatka |                |                |                |                |

| 19. marec 1982 | Španija | 15:3 | Južna Koreja | Jaca, Španija |

| Poročilo tekme      | Poročilo tekme | Poročilo tekme | Poročilo tekme | Poročilo tekme |
| ------------------- | -------------- | -------------- | -------------- | -------------- |
| Začetek: ni podatka |                |                |                |                |

| 20. marec 1982 | Madžarska | 3:7 | Francija | Jaca, Španija |

| Poročilo tekme      | Poročilo tekme | Poročilo tekme | Poročilo tekme | Poročilo tekme |
| ------------------- | -------------- | -------------- | -------------- | -------------- |
| Začetek: ni podatka |                |                |                |                |

| 20. marec 1982 | Španija | 0:6 | Jugoslavija | Jaca, Španija |

| Poročilo tekme      | Poročilo tekme | Poročilo tekme | Poročilo tekme | Poročilo tekme |
| ------------------- | -------------- | -------------- | -------------- | -------------- |
| Začetek: ni podatka |                |                |                |                |

| 21. marec 1982 | Bolgarija | 14:1 | Južna Koreja | Jaca, Španija |

| Poročilo tekme      | Poročilo tekme | Poročilo tekme | Poročilo tekme | Poročilo tekme |
| ------------------- | -------------- | -------------- | -------------- | -------------- |
| Začetek: ni podatka |                |                |                |                |

| 21. marec 1982 | Japonska | 5:4 | Danska | Jaca, Španija |

| Poročilo tekme      | Poročilo tekme | Poročilo tekme | Poročilo tekme | Poročilo tekme |
| ------------------- | -------------- | -------------- | -------------- | -------------- |
| Začetek: ni podatka |                |                |                |                |

| 22. marec 1982 | Jugoslavija | 4:5 | Madžarska | Jaca, Španija |

| Poročilo tekme      | Poročilo tekme | Poročilo tekme | Poročilo tekme | Poročilo tekme |
| ------------------- | -------------- | -------------- | -------------- | -------------- |
| Začetek: ni podatka |                |                |                |                |

| 22. marec 1982 | Francija | 20:4 | Južna Koreja | Jaca, Španija |

| Poročilo tekme      | Poročilo tekme | Poročilo tekme | Poročilo tekme | Poročilo tekme |
| ------------------- | -------------- | -------------- | -------------- | -------------- |
| Začetek: ni podatka |                |                |                |                |

| 22. marec 1982 | Danska | 2:2 | Bolgarija | Jaca, Španija |

| Poročilo tekme      | Poročilo tekme | Poročilo tekme | Poročilo tekme | Poročilo tekme |
| ------------------- | -------------- | -------------- | -------------- | -------------- |
| Začetek: ni podatka |                |                |                |                |

| 22. marec 1982 | Španija | 2:11 | Japonska | Jaca, Španija |

| Poročilo tekme      | Poročilo tekme | Poročilo tekme | Poročilo tekme | Poročilo tekme |
| ------------------- | -------------- | -------------- | -------------- | -------------- |
| Začetek: ni podatka |                |                |                |                |

| 23. marec 1982 | Jugoslavija | 21:2 | Južna Koreja | Jaca, Španija |

| Poročilo tekme      | Poročilo tekme | Poročilo tekme | Poročilo tekme | Poročilo tekme |
| ------------------- | -------------- | -------------- | -------------- | -------------- |
| Začetek: ni podatka |                |                |                |                |

| 23. marec 1982 | Španija | 1:8 | Madžarska | Jaca, Španija |

| Poročilo tekme      | Poročilo tekme | Poročilo tekme | Poročilo tekme | Poročilo tekme |
| ------------------- | -------------- | -------------- | -------------- | -------------- |
| Začetek: ni podatka |                |                |                |                |

| 24. marec 1982 | Japonska | 6:0 | Bolgarija | Jaca, Španija |

| Poročilo tekme      | Poročilo tekme | Poročilo tekme | Poročilo tekme | Poročilo tekme |
| ------------------- | -------------- | -------------- | -------------- | -------------- |
| Začetek: ni podatka |                |                |                |                |

| 24. marec 1982 | Danska | 4:1 | Francija | Jaca, Španija |

| Poročilo tekme      | Poročilo tekme | Poročilo tekme | Poročilo tekme | Poročilo tekme |
| ------------------- | -------------- | -------------- | -------------- | -------------- |
| Začetek: ni podatka |                |                |                |                |

| 25. marec 1982 | Jugoslavija | 7:2 | Danska | Jaca, Španija |

| Poročilo tekme      | Poročilo tekme | Poročilo tekme | Poročilo tekme | Poročilo tekme |
| ------------------- | -------------- | -------------- | -------------- | -------------- |
| Začetek: ni podatka |                |                |                |                |

| 25. marec 1982 | Madžarska | 18:2 | Južna Koreja | Jaca, Španija |

| Poročilo tekme      | Poročilo tekme | Poročilo tekme | Poročilo tekme | Poročilo tekme |
| ------------------- | -------------- | -------------- | -------------- | -------------- |
| Začetek: ni podatka |                |                |                |                |

| 25. marec 1982 | Japonska | 6:2 | Francija | Jaca, Španija |

| Poročilo tekme      | Poročilo tekme | Poročilo tekme | Poročilo tekme | Poročilo tekme |
| ------------------- | -------------- | -------------- | -------------- | -------------- |
| Začetek: ni podatka |                |                |                |                |

| 25. marec 1982 | Španija | 3:7 | Bolgarija | Jaca, Španija |

| Poročilo tekme      | Poročilo tekme | Poročilo tekme | Poročilo tekme | Poročilo tekme |
| ------------------- | -------------- | -------------- | -------------- | -------------- |
| Začetek: ni podatka |                |                |                |                |

| 27. marec 1982 | Španija | 3:7 | Danska | Jaca, Španija |

| Poročilo tekme      | Poročilo tekme | Poročilo tekme | Poročilo tekme | Poročilo tekme |
| ------------------- | -------------- | -------------- | -------------- | -------------- |
| Začetek: ni podatka |                |                |                |                |

| 27. marec 1982 | Jugoslavija | 9:5 | Francija | Jaca, Španija |

| Poročilo tekme      | Poročilo tekme | Poročilo tekme | Poročilo tekme | Poročilo tekme |
| ------------------- | -------------- | -------------- | -------------- | -------------- |
| Začetek: ni podatka |                |                |                |                |

| 27. marec 1982 | Madžarska | 7:3 | Bolgarija | Jaca, Španija |

| Poročilo tekme      | Poročilo tekme | Poročilo tekme | Poročilo tekme | Poročilo tekme |
| ------------------- | -------------- | -------------- | -------------- | -------------- |
| Začetek: ni podatka |                |                |                |                |

| 27. marec 1982 | Japonska | 25:0 | Južna Koreja | Jaca, Španija |

| Poročilo tekme      | Poročilo tekme | Poročilo tekme | Poročilo tekme | Poročilo tekme |
| ------------------- | -------------- | -------------- | -------------- | -------------- |
| Začetek: ni podatka |                |                |                |                |

| 28. marec 1982 | Danska | 14:1 | Južna Koreja | Jaca, Španija |

| Poročilo tekme      | Poročilo tekme | Poročilo tekme | Poročilo tekme | Poročilo tekme |
| ------------------- | -------------- | -------------- | -------------- | -------------- |
| Začetek: ni podatka |                |                |                |                |

| 28. marec 1982 | Japonska | 10:1 | Madžarska | Jaca, Španija |

| Poročilo tekme      | Poročilo tekme | Poročilo tekme | Poročilo tekme | Poročilo tekme |
| ------------------- | -------------- | -------------- | -------------- | -------------- |
| Začetek: ni podatka |                |                |                |                |

| 28. marec 1982 | Jugoslavija | 7:1 | Bolgarija | Jaca, Španija |

| Poročilo tekme      | Poročilo tekme | Poročilo tekme | Poročilo tekme | Poročilo tekme |
| ------------------- | -------------- | -------------- | -------------- | -------------- |
| Začetek: ni podatka |                |                |                |                |

| 28. marec 1982 | Španija | 2:8 | Francija | Jaca, Španija |

| Poročilo tekme      | Poročilo tekme | Poročilo tekme | Poročilo tekme | Poročilo tekme |
| ------------------- | -------------- | -------------- | -------------- | -------------- |
| Začetek: ni podatka |                |                |                |                |

#### Lestvica
OT-odigrane tekme, z-zmage, n-neodločeni izidi, P-porazi, DG-doseženo goli, PG-prejeti goli, GR-gol razlika, T-točke.
| #  | Reprezentanca | OT | Z | N | P | DG | PG  | GR   | T  |
| -- | ------------- | -- | - | - | - | -- | --- | ---- | -- |
| 17 | Japonska      | 7  | 7 | 0 | 0 | 70 | 14  | +56  | 14 |
| 18 | Jugoslavija   | 7  | 5 | 2 | 0 | 59 | 20  | +39  | 10 |
| 19 | Danska        | 7  | 4 | 2 | 1 | 35 | 20  | +15  | 9  |
| 20 | Francija      | 7  | 4 | 3 | 0 | 56 | 30  | +26  | 8  |
| 21 | Madžarska     | 7  | 4 | 3 | 0 | 43 | 29  | +14  | 8  |
| 22 | Bolgarija     | 7  | 2 | 4 | 1 | 29 | 30  | -1   | 5  |
| 23 | Španija       | 7  | 1 | 6 | 0 | 26 | 50  | -24  | 2  |
| 24 | Južna Koreja  | 7  | 0 | 7 | 0 | 11 | 136 | -125 | 0  |

- Japonska in jugoslovanska reprezentanca sta se uvrstili v skupino B.

## Končni vrstni red
1. Sovjetska zveza
2. Češkoslovaška
3. Kanada
4. Švedska
5. Finska
6. Zahodna Nemčija
7. Italija
8. ZDA
9. Vzhodna Nemčija
10. Avstrija
11. Poljska
12. Norveška
13. Romunija
14. Švica
15. Kitajska
16. Nizozemska
17. Japonska
18. Jugoslavija
19. Danska
20. Francija
21. Madžarska
22. Bolgarija
23. Španija
24. Južna Koreja